# ارواح خبیثه ۲: سوی دیگر
ارواح خبیثه ۲: سوی دیگر (به انگلیسی: Poltergeist II: The Other Side) فیلمی محصول سال ۱۹۸۶ و به کارگردانی ویلیارد هیاک است. در این فیلم بازیگرانی همچون جوبت ویلیامز، کریگ تی. نلسن، هتر اورورک، اولیور رابینز، جولیان بک، زلدا روبینشتاین، ویل سمسون، جرالدین فیتزجرالد ایفای نقش کرده‌اند.
این فیلم دنباله فیلم ارواح خبیثه محسوب می‌شود و ارواح خبیثه ۳ دنباله آن است.